# Eduard Mohr (Afrikaforscher)

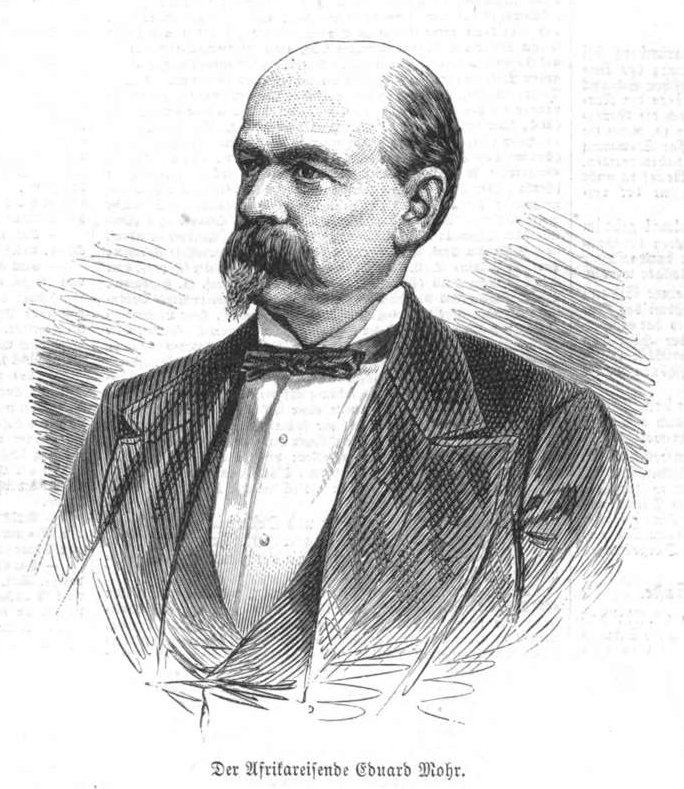
Eduard Mohr 1875

Eduard Mohr (* 19. Februar 1828 in Bremen; † 26. Dezember 1876 in Malange, Angola; vollständiger Name: Nicolaus Carl Eduard Mohr) war ein deutscher Afrikaforscher.

## Biografie
Eduard Mohr war der Sohn des bremischen Kaufmanns Nikolaus Mohr. Er absolvierte eine Lehre als Kaufmann. 1848 fuhr er nach Baltimore, um in Kuba ein Handelskontor einzurichten. Doch tatsächlich reiste er von New York um Kap Hoorn nach Kalifornien, wo er bis 1851 verblieb. In Kalifornien schürfte er kurzzeitig nach Gold, und zwischen 1852 und 1854 betätigte er sich im Salzhandel auf der mexikanischen Halbinsel Baja California. Von hier aus unternahm er verschiedene Handelsreisen: 1855 reiste er nach Hawaii und dann nach Indien, um sich dort an dem Reisgeschäft seines Bruders zu beteiligen.
1859 kehrte er über Aden und Sues nach Europa zurück.
1861 ging er wieder nach New York und von da nach Java. 1863 kam er nach Bremen und besuchte hier die Untersteuermannsschule. 1866 unternahm er eine Jagdreise in die Zululänder in Afrika. Nach Bremen 1867 zurückgekehrt, besuchte er die Obersteuermannsschule und trat darauf im Dezember 1868 eine neue größere Reise an nach den Mosi-oa-Tunya oder Victoriafällen des Sambesi. Die Resultate dieser Reise, auf der Mohr von dem Hütteningenieur Adolf Hübner begleitet wurde, waren wegen der astronomischen Bestimmungen für die Wissenschaft sehr wertvoll.
1870 kehrte Mohr nach Europa zurück und lebte als Privatmann in Ottersberg (1870/71) und in Bremen. Er hielt Vorträge über seine Reisen und schrieb über seine Erlebnisse mehrere Werke und Abhandlungen. Anfang 1876 erhielt er von der Deutschen Afrikanischen Gesellschaft den Auftrag, von der Westküste Afrikas aus in das unbekannte Innere des Kontinents vorzudringen. Mohr verließ Europa am 15. Juni 1876 und erreichte Ende August Luanda an der angolanischen Küste. Auf einem Dampfer reiste er auf dem Fluss Cuanza nach dem ca. 150 km im Landesinneren gelegenen Dondo. Nach einem Aufenthalt ging es zu Fuß über Pungo Andongo in östlicher Richtung weiter zu dem ca. 200 km Luftlinie entfernten Malanje. Hier sollte das Basislager für ein weiteres Vordringen ins Landesinnere entstehen. An diesem Ort starb Mohr, der angeblich an Depressionen und wohl auch an Malaria litt, am 26. Dezember. Sein Tod wird meist auf eine Überdosis Morphium zurückgeführt. Gerüchte, er sei von seinen portugiesischen Gastgebern in Malanje vergiftet und beraubt worden, konnten jedenfalls nicht erhärtet werden.

## Werke
- Reise- und Jagd-Bilder aus der Südsee, Californien und Südost-Afrika. Schünemann, Bremen 1868 (books.google.de).
- Eduard Mohr’s Reise im Inneren von Süd-Afrika. Von den Tate-Goldfeldern bis zum Zambesi und zurück nach Natal. 20. März bis 5. Dezember 1870. In: Mittheilungen aus Justus Perthes’ geographischer Anstalt. 17, 1871, S. 161–171 (books.google.de ).
- Von Bremen nach dem Mosiwatunja, den Victoriafällen des Zambesi. In: Jahresbericht des Vereins von Freunden der Erdkunde zu Leipzig. 11, 1871, S. 33–56 (digitale-sammlungen.de, Münchener Digitalisierungszentrum).
- Nach den Victoriafällen des Zambesi. 2 Bände Hirt & Sohn, Leipzig 1875 (books.google.de).
- Vier Aquarelle; Ethnographische Bildersammlung des Frobenius-Instituts in der Johann Wolfgang Goethe-Universität Frankfurt
- Selbstbiographie. In: Daheim. Ein deutsches Familienblatt mit Illustrationen. 8, 1872, S. 791–793 (mit Standporträt S. 789), 809–811 (digital.onb.ac.at, Österreichische Nationalbibliothek).